# 卡萊羅島

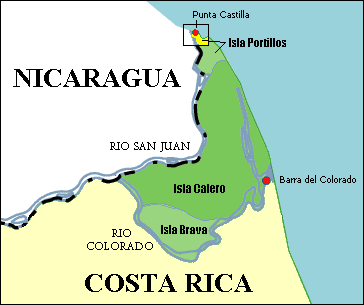

卡萊羅島是哥斯達黎加的島嶼，位於聖胡安河在加勒比海的河口處，長25公里、寬19.5公里，面積151.6平方公里，是該國最大的島嶼，島上無人居住。